# 박장규
박장규(朴長圭, 1935년 4월 16일 ~ )는 대한민국의 정치인이다. 제34·35·36대 용산구청장을 지냈다.

## 역대 선거 결과
|  | 62.2% |

|  | 23.28% |

|  | 0% |

|  | 0% |

|  | 56.99% |

|  | 57.37% |